# セイクレッド・ラヴ
『セイクレッド・ラヴ』（Sacred Love）は、イギリスのミュージシャン、スティングが2003年に発表した7作目のスタジオ・アルバム。

## 背景
2001年9月11日のアメリカ同時多発テロ事件に衝撃を受けて作られた作品で、スティング自身は本作の世界観を「『愛』という言葉を再定義してみたかった」「ポップ・ミュージックでは、『愛』は些か甘ったるくなりがちで、ヴァイオリンの演奏や鳥のさえずりのようなものだった。でも、『愛』とは攻撃的で暴力的な感情でもあるんだ」と説明している。音楽的には、フラメンコ・ギタリストのビセンテ・アミーゴやシタール奏者のアヌーシュカ・シャンカルのゲスト参加に代表されるように、ワールドミュージック色が取り入れられた。
スティングは2001年、VH1の番組「My VH1 Music Awards」において自身の代表曲「セット・ゼム・フリー」をメアリー・J. ブライジとデュエットしており、そこでブライジの歌に感銘を受けたことから、彼女とのデュエット曲「ホェンエヴァー・アイ・セイ・ユア・ネーム」を書き下ろした。ボーナス・トラックの一つ「ムーン・オーヴァー・バーボン・ストリート」は、アルバム『ブルー・タートルの夢』収録曲をパリで再録音した上、コーネリアスにミックスを任せたリメイクで、日本のテレビドラマ『愛するために愛されたい』に提供された。
本作リリース前の2003年5月、スティングはロサンゼルス公演で本作収録曲の大部分を披露しており、その模様は映像作品『インサイド〜ザ・ソングス・オブ・セイクレッド・ラヴ』に収録された。

## 反響
イタリアのアルバム・チャートでは2週連続で1位を獲得するヒットとなった。アメリカでは2003年10月18日付のBillboard 200で初登場3位となり、合計27週トップ200入りし、2004年1月にはRIAAによってプラチナ・ディスクの認定を受けた。

## 評価
第46回グラミー賞では、収録曲「ホェンエヴァー・アイ・セイ・ユア・ネーム」が最優秀ポップ・コラボレーション賞を受賞し、「センド・ユア・ラヴ」は最優秀男性ポップ・ボーカル・パフォーマンス賞にノミネートされた。Stephen Thomas Erlewineはオールミュージックにおいて5点満点中2.5点を付け「決して失敗作ではなく、不快な要素もないが、よく出来ており金のかかったムード・ミュージックでしかなく、全体的に意外性がない」と評している。

## 収録曲
全曲ともスティング作。
1. インサイド - "Inside" - 4:47
2. センド・ユア・ラヴ - "Send Your Love" - 4:38
3. ホェンエヴァー・アイ・セイ・ユア・ネーム - "Whenever I Say Your Name" - 5:28
4. デッド・マンズ・ロープ - "Dead Man's Rope" - 5:43
5. ネヴァー・カミング・ホーム - "Never Coming Home" - 4:59
6. ストーレン・カー - "Stolen Car (Take Me Dancing)" - 3:58
7. フォゲット・アバウト・ザ・フューチャー - "Forget About the Future" - 5:12
8. ディス・ウォー - "This War" - 5:30
9. ザ・ブック・オブ・マイ・ライフ - "The Book of My Life" - 6:16
10. セイクレッド・ラヴ - "Sacred Love" - 6:03

### ボーナス・トラック
下記トラック・リストは2005年再発CD (UICY-9836)および2013年再発CD (UICY-20452)に準拠。15.と16.は、日本初回盤CD (UICA-1015)には収録されていない。
1. センド・ユア・ラヴ（DAVE AUDÉ REMIX EDIT VERSION） - "Send Your Love (Dave Audé Remix Edit Version)" - 3:17
2. シェイプ・オブ・マイ・ハート（ライヴ） - "Shape of My Heart (Live)" - 2:21
3. ライク・ア・ビューティフル・スマイル - "Like a Beautiful Smile" - 4:47
4. ムーン・オーヴァー・バーボン・ストリート（CORNELIUS MIX） - "Moon Over Bourbon Street (Cornelius Mix)" - 3:34
5. ストーレン・カー（レディオ・ヴァージョン） - "Stolen Car (Take Me Dancing) (Radio Version)" - 3:40
6. ストーレン・カー（B.レクルース・ミックスfeat.トゥイスタ） - "Stolen Car (Take Me Dancing) (B. Recluse Mix)" - 3:03

## 参加ミュージシャン
- スティング - ボーカル、キーボード、ギター、ベース、ターキッシュ・クラリネット
- ビセンテ・アミーゴ - フラメンコギター(on #2)
- メアリー・J. ブライジ - ボーカル(on #3)
- アヌーシュカ・シャンカル（英語版） - シタール(on #9)
- キッパー - キーボード、プログラミング、バッキング・ボーカル
- ジェイソン・リベロ - ピアノ、ローズ・ピアノ
- デヴィッド・ハートレイ - ピアノ、クワイア・アレンジ
- ジェフ・ヤング - ハモンドオルガン
- ドミニク・ミラー - ギター
- クリスチャン・マクブライド - ダブル・ベース
- マヌ・カチェ - ドラムス
- ヴィニー・カリウタ - ドラムス
- Aref Durvesh - タブラ
- ヴァレリー・デニス - カスタネット
- レヴォン・ミナシアン - ドゥドゥク
- クリス・ボッティ - トランペット
- クラーク・ゲイトン - トロンボーン
- ジャクリーン・トーマス - チェロ
- ジョイ・ローズ - フィーチャード・ボーカル、バッキング・ボーカル
- ランス・エリントン - バッキング・ボーカル
- ドナ・ガーディアー - バッキング・ボーカル
- カトリース・バーンズ - バッキング・ボーカル
- アダ・ダイヤー - バッキング・ボーカル
- Bahija Rhapl - エスニック・ボーカル
- Choeur de Radio France - クワイア